# Alfred G. Knudson
Alfred George Knudson, Jr. (9 tháng 8 năm 1922 – 10 tháng 7 năm 2016) là bác sĩ và nhà di truyền học người Mỹ chuyên về di truyền ung thư. Một trong số nhiều đóng góp của ông cho lĩnh vực này là sự hình thành của giả thuyết Knudson năm 1971, giải thích những ảnh hưởng của đột biến lên quá trình gây ung thư (sự phát triển của ung thư).

## Cuộc đời và quá trình học tập
Knudson được sinh ra ở Los Angeles, California vào năm 1922. Ông nhận bằng Cử nhân khoa học tại Học viện Công nghệ California năm 1944, bằng Bác sĩ y khoa từ Đại học Columbia năm 1947 và bằng tiến sĩ từ Viện Công nghệ California năm 1956. Ông đã giành được học bổng Guggenheim từ năm 1953 đến 1954.

## Sự nghiệp và nghiên cứu
Từ 1970 đến 1976, Knudson giữ vị trí Trưởng khoa Khoa học Y sinh, Trung tâm Khoa học Y tế Đại học Texas tại Houston thuộc Trung tâm Y tế Texas. Ông đã làm việc với Trung tâm Ung thư Fox Chase ở Philadelphia từ năm 1976 cho đến khi qua đời vào năm 2016.
Knudson được biết đến với " giả thuyết hai-đột-biến", giải thích tỷ lệ mắc bệnh ung thư di truyền, chẳng hạn như ung thư nguyên bào võng mạc. Mỗi gen của con người thừa hưởng hai bản sao từ bố và mẹ (ngoại trừ gen trên nhiễm sắc thể X và Y ở nam). Một số người thừa hưởng một phiên bản đột biến và một phiên bản bình thường của gen ung thư nguyên bào võng mạc, tạo ra ung thư nguyên bào võng mạc, protein này có vai trò trong việc kiểm soát tiến trình chu kỳ tế bào. Đột biến di truyền là "đột biến đầu tiên". Theo thời gian, một đột biến có thể phát sinh trong phiên bản bình thường của gen ung thư nguyên bào võng mạc, được gọi là "đột biến thứ hai", khiến tế bào không thể kiểm soát quá trình phân chia tế bào một cách có trật tự, dẫn đến ung thư.
Knudson giải thích dựa trên việc so sánh các ca trẻ em bệnh mắc ung thư nguyên bào võng mạc, bao gồm: số lượng khối u, độ tuổi xuất hiện, khối u có xảy ra ở cả hai mắt hay không. Đối tượng so sánh là trẻ em trong  gia đình có hoặc không có khuynh hướng di truyền bệnh ung thư nguyên bào võng mạc. Trẻ em trong các gia đình có khuynh hướng di truyền có nhiều khối u ở độ tuổi trẻ hơn và thường có khối u ở cả hai mắt. Trẻ em trong các gia đình không có khuynh hướng di truyền thường chỉ có một khối u và bệnh xảy ra ở lứa tuổi lớn hơn.
Sự khác biệt nói trên có thể được giải thích bằng tần số đột biến gen trong quá trình phân chia tế bào (đột biến sinh dưỡng); trong trường hợp ung thư di truyền, chỉ cần thêm một đột biến soma là đủ để hình thành bệnh; trường hợp bệnh không di truyền cần hai đột biến gen,  mỗi đột biến trên một bản sao của gen điều khiển chu kỳ tế bào, trong một dòng tế bào, nghĩa là cần có sự xuất hiện của hai sự kiện hiếm gặp. Knudson sau đó cho thấy rằng mô hình này không chỉ đúng đối với ung thư nguyên bào võng mạc mà còn đúng ở ung thư nguyên bào thận (Bướu Wilm's). Những nghiên cứu này đã dẫn đến khái niệm về gen ức chế khối u, mà Knudson gọi là "anti-oncogenes".

## Danh hiệu và giải thưởng
Ông đã nhận được nhiều giải thưởng và bằng tiến sĩ danh dự cho các công trình của mình, nổi bật nhất là Giải thưởng Albert Lasker năm 1998 cho nghiên cứu y học lâm sàng. Ông cũng đã nhận được Giải thưởng Sự nghiệp xuất chúng về Huyết học / Ung thư Nhi khoa Hoa Kỳ (ASPHO) năm 1999, Giải thưởng của Hiệp hội Nghiên cứu Ung thư Hoa Kỳ (AACR) năm 2005 về Thành tựu trọn đời trong Nghiên cứu Ung thư và Giải thưởng Khoa học sự sống Kyoto 2004.

## Đời tư
Sau một thời gian dài bị bệnh, Knudson qua đời vào ngày 10 tháng 7 năm 2016 ở tuổi 93 tại nhà riêng ở Philadelphia.